# Hatvan–Újszász-vasútvonal
A Hatvan–Újszász-vasútvonal a MÁV 82-es számú villamosított, 68 km hosszú vasútvonala. Hatvan és Újszász között egyvágányú vasútvonal.

## Története
A vasútvonal 1873-ban épült meg a Jászságban, a Zagyva folyó mentén.
1949-ben építették újjá a jászberényi Zagyva-hidat, az eredetitől eltérően gerinclemezes felszerkezettel. A vonalat 1975-ben villamosították. 2019-ben a 80-as vonal Pécel-Aszód közötti szakaszának teljes kizárása miatt a tehervonatok erre kerültek, kuriózumként pedig a Miskolc-Balatonszentgyörgy között a nyári időszakban az Ezüstpart Expressz is.

## Pálya
| Kezdőpont                | Végpont                  | Hossz [km] | Sebesség [km/h] |
| ------------------------ | ------------------------ | ---------- | --------------- |
| Hatvan                   | Jászfényszaru            | 11         | 40–60           |
| Jászfényszaru            | Pusztamonostor           | 4          | 80              |
| Pusztamonostor           | Jászberény               | 11         | 80–100          |
| Jászberény               | Portelek                 | 10         | 80              |
| Portelek                 | Jászboldogháza-Jánoshida | 6          | 60–80           |
| Jászboldogháza-Jánoshida | Újszász                  | 10         | 60              |

## Járművek
A vonalon MÁV V43-as mozdonyok által vontatott Posta Bhv kocsik valamint Stadler FLIRT motorvonatok közlekednek ütemes menetrend szerint, óránként. A motorvonatok munkanapokon mindössze 3 pár szerelvényt továbbítanak, hétvégén a helyi személyforgalomban kizárólag ezek a járművek teljesítenek szolgálatot.

## Járatok
A lista a 2022/23-as menetrend adatait tartalmazza.

| Vonat          | Útvonal                                 | Gyakoriság |
| személyvonatok | személyvonatok                          | Gyakoriság |
| -------------- | --------------------------------------- | ---------- |
| S820           | Szolnok – Újszász – Jászberény – Hatvan | óránként   |